# Saorge
Saorj (en francès Saorge, en roiasc  Saoueudje, en italià Saorgio i en lígur Savurgiu) és un municipi francès situat al departament dels Alps Marítims i a la regió de Provença – Alps – Costa Blava. És un municipi de parla roiasc.

## Demografia
| 1962                                       | 1968 | 1975 | 1982 | 1990 | 1999 | 2006 |
| ------------------------------------------ | ---- | ---- | ---- | ---- | ---- | ---- |
| 496                                        | 508  | 330  | 322  | 362  | 396  | 431  |
| Des de 1962: població sense dobles comptes |      |      |      |      |      |      |

## Llista d'alcaldes
- François Malacria (1860 - 1861)
- Honoré Botton (1861 - 1865)
- Pierre Daveo (1865 - 1870)
- Victor Daveo (1870 - 1876)
- Jean-Baptiste Toesca (1876 - 1880)
- Benoît Taulaigo (1880 - 1886)
- Auguste Botton (1886 - 1889)
- Victor Daveo (1889 - 1892)
- Alexandre Steve (1892 - 1894)
- Louis Daveo (1894 - 1912)
- Joseph Daveo (1912 - 1925)
- Claude Botton (1925 - 1938)
- Honoré Steva (1938 - 1947)
- Jean-Baptiste Revelli (1947 - 1948)
- Louis Degiorgi (1948 - 1983)
- Jean-Claude Pachiaudi (1983 - 1995)
- Paul Silici (1995-2014)
- Brigitte Bresc (2014-)